# Helmstadt-Bargen
Helmstadt-Bargen là một xã nằm ở huyện Rhein-Neckar, thuộc bang Baden-Württemberg của Đức.